# أبو الروم بن عمير
أبو الروم بن عمير (المتوفي سنة 15 هـ) صحابي من السابقين الأولين إلى الإسلام، قيل اسمه منصور، وقيل عبد مناف فتركه لما أسلم. هاجر إلى الحبشة الهجرة الثانية، ثم عاد وهاجر إلى يثرب، وشهد غزوة أحد، ثم شارك في الفتح الإسلامي للشام، وقُتل يوم اليرموك.